# 马各嘴墓地
马各嘴墓地，位于中国青海省循化县街子乡孟达村东，为青海省市县级文物保护单位，公布日期为1987年6月10日，类型为古墓葬。
马各嘴墓地的历史年代为卡约文化。